# Reali ferriere ed Officine di Mongiana

Real decreto del Regno delle due sicilie per l'amministrazione custodia dei boschi di Serra San Bruno e Mongiana

Le Reali ferriere ed Officine di Mongiana  o Villaggio Siderurgico di Mongiana o Polo siderurgico di Mongiana è stato un importante complesso siderurgico realizzato a Mongiana (Calabria) nel 1770 - 1771 da parte della dinastia dei Borbone di Napoli Parte integrante del complesso industriale e militare del Regno delle Due Sicilie, e impianto di base per la produzione di materiali e semilavorati ferrosi (poi rifiniti sia in loco, che presso il polo siderurgico di Pietrarsa), arrivò nel 1860 a dare lavoro a circa 1500 operai fino alla cessazione dell'attività nel 1881.
Sorta nello stesso periodo e di altrettanta importanza è anche la Ferriera di Razzona nel comune di Cardinale.

## Dislocazione
Il territorio aveva già una forte presenza di infrastrutture per la siderurgia; nelle vicinanze il paese di Stilo aveva all'attivo diverse ferriere ma i nuovi luoghi prescelti, Mongiana, Fabrizia e tutto il corso alto della fiumara Allaro e Ninfo erano più ricchi di boschi e acqua.
In contrada Cima (attuale Mongiana) si costruirono due ferriere denominate Nuove Regie Ferriere (in contrapposizione a quelle di Stilo) e una Serra per tavole; a Mongiana si trovava la fonderia, di cui oggi sono rimasti solo i ruderi.

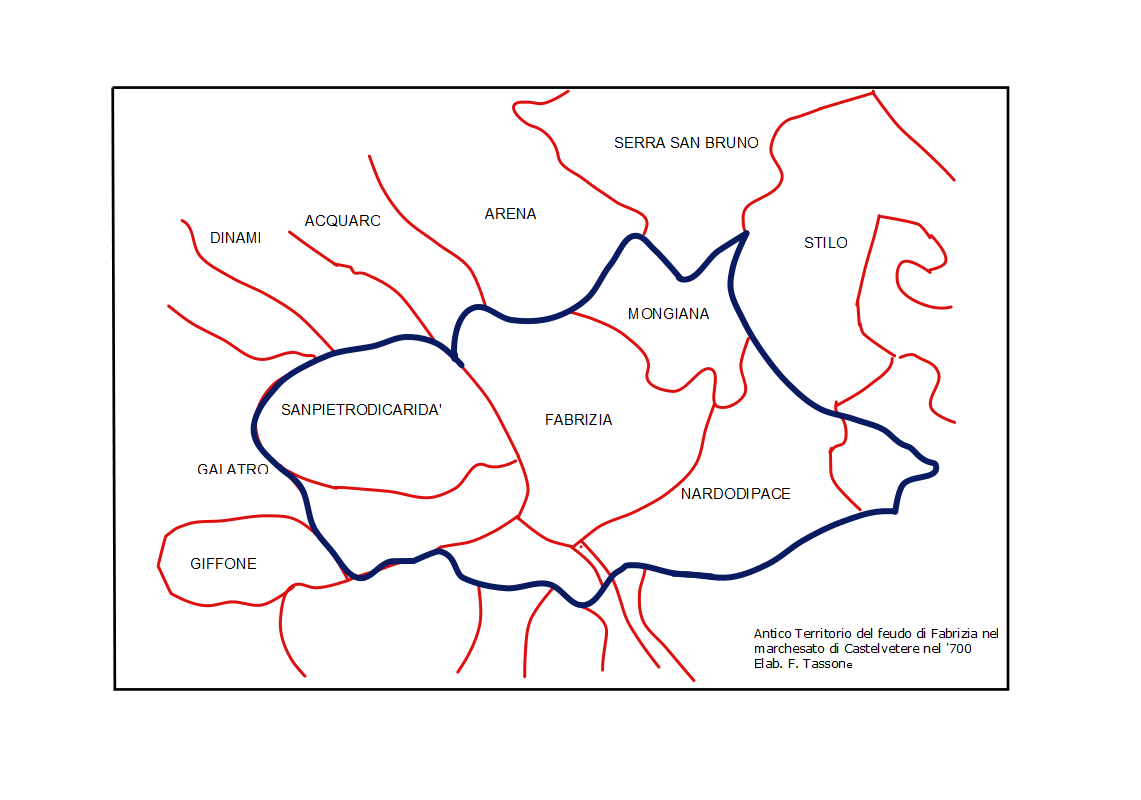
Antico territorio del feudo di Fabrizia nel marchesato di Castelvetere nel XVIII secolo

## Storia

### Il primo periodo borbonico

Campagne annuali di produzione dagli altoforni di Mongiana dal 1851 al 1863

L'architetto che costruì il primo complesso fu il napoletano Mario Gioffredo nel 1771 sotto la gestione di Massimilano Conty e Il primo direttore diventerà il padre di Massimiliano Giovanni Francesco Conty.
In questo periodo il polo risultava poco competitivo anche a causa degli alti costi del trasporto del materiale, carbone, legna e ferro e del contrabbando del ferro, probabilmente scaturito dal pagamento a cottimo.
I metodi di lavorazione erano antiquati, quindi la produzione all'inizio fu modesta; per ovviare a ciò un gruppo di studiosi fu mandato ad osservare in Europa centrale gli altri centri siderurgici.
Fu migliorata la combustione negli altiforni, fu razionalizzato il ciclo produttivo e furono aperte anche nuove miniere nel comune di Pazzano: Principe Ereditario, Carolina e San Ferdinando.
A seguito del terremoto del 1783 si ripararono i danneggiamenti subiti dalle strutture.

### Periodo francese
A partire dal 1806 la Calabria è sotto il controllo dei francesi e il Ministero della Guerra e Marina francese diventa il proprietario del complesso e nel 1808 il nuovo direttore è il capitano Ritucci, sostituito il 1811 dal Carrascosa e dal 1814 al 1816 Nicolò Landi.
In questo periodo si migliorano i forni fusori, vengono emessi regolamenti per lo sfruttamento boschivo, in più il polo venne restaurato e raddoppiato in dimensioni e la costruzione di un complesso più moderno dislocato nell'area delle Vecchie ferriere di Stilo: Piano della Chiesa.
In questa zona si costruiscono nuove ferriere tra cui la Robinson (alla confluenza tra l'Allaro e il Ninfo), una fonderia di cannoni e una fabbrica di fucili nella quale se ne fabbricavano solo i componenti.
Fu potenziato il collegamento stradale tra le miniere di Pazzano e Mongiana.
Migliorano anche le condizioni dei lavoratori: orario di lavoro ridotto, assistenza medica, pensione e istruzione pubblica.
Il periodo francese quindi è stato motivo di crescita e sviluppo per il polo siderurgico calabrese e per tutti i suoi abitanti.

### Il secondo periodo borbonico

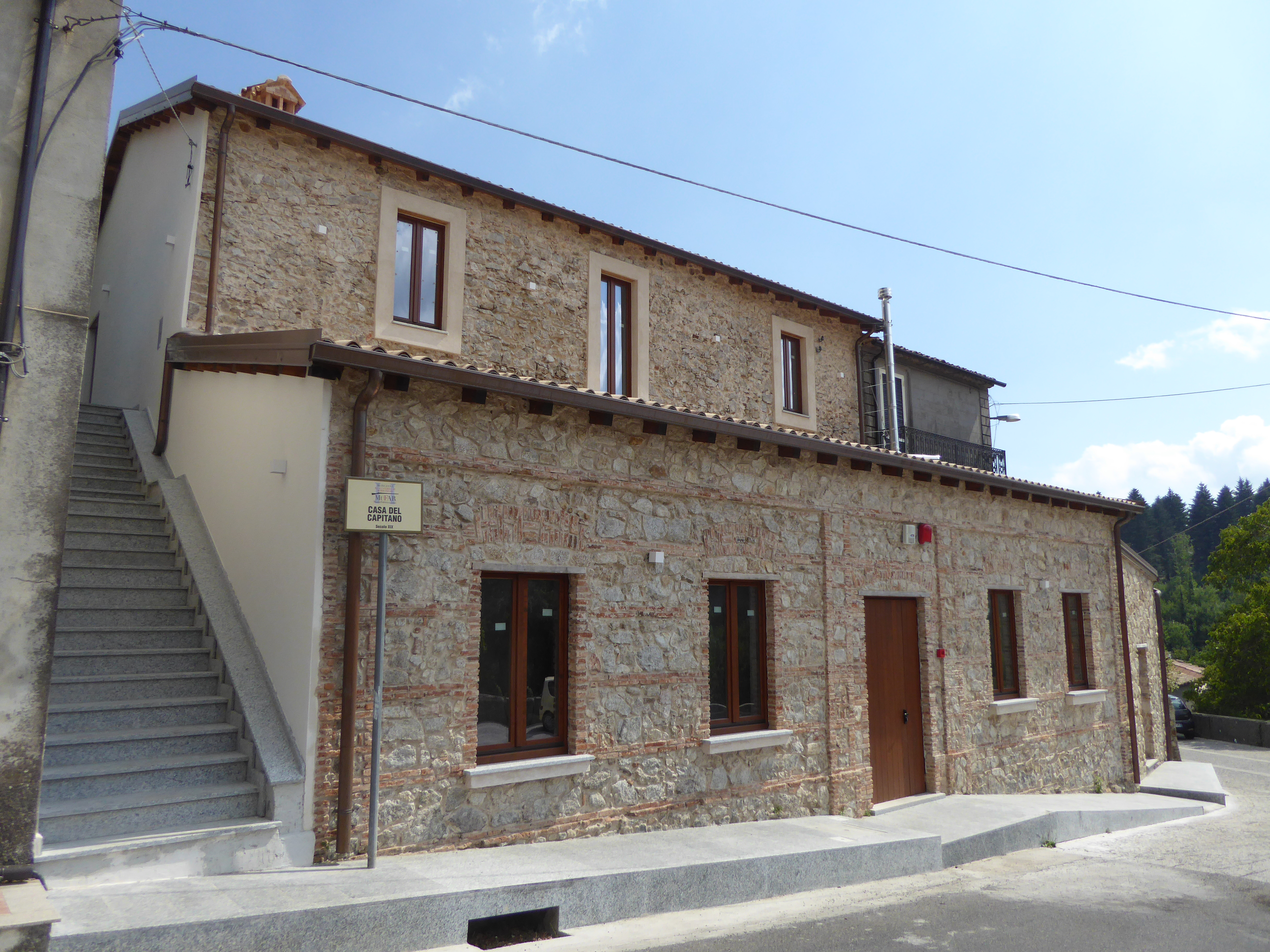
Casa del Capitano restaurata (Mongiana agosto 2019)

Fucile modello Mongiana

Particolare del fucile Mongiana

Grazie ai cambiamenti apportati durante il periodo di governo francese di Gioacchino Murat, si passa a una fase di produzione anche ad usi civili: il ferro per la ferrovia Napoli-Portici, il ponte Real Ferdinando sul Garigliano e Cristina sul Calore.
Il capitano D'Agostino nominato "Istitutore delle fonderie" e il suo allievo Panzera, a conoscenza dei miglioramenti della siderurgia in Francia nel 1838 grazie a un loro viaggio iniziano a modernizzare il complesso calabrese con l'utilizzo di carbone di faggio ed altre tecniche innovative, le quali trovarono realtà nelle fusioni a partire dal 23 luglio del 1841. D'Agostino fu promosso a Primo Maggiore e Panzera Capo-Fonditore.
Nel 1831 vengono completati i lavori della nuova fonderia Ferdinandea, iniziati nel 1789. Fu inaugurata da Re Ferdinando II in persona e costò 400.000 ducati.
La fonderia di Mongiana, in quel periodo, era costituita da tre altiforni: Santa Barbara, San Ferdinando e San Francesco.
Nel 1852 si conclude la costruzione iniziata due anni prima ad opera dell'Ingegnere e Architetto Domenico Fortunato Savino, una nuova fabbrica d'armi in sostituzione alla fabbrica di fucili del periodo francese: la Fabbrica d'armi di Mongiana.
Il 16 ottobre dello stesso anno Re Ferdinando II insieme al conte di Trapani e al duca di Calabria fece visita all'intero complesso e Mongiana fu ridotta a Colonia militare: le funzioni del sindaco le assumeva il direttore e quelle dei funzionari municipali gli ufficiali.
Nel 1855 l'area fu soggetta ad alluvione a seguito dell'esondazione del torrente Ninfo, si salvò la sola fabbrica d'Armi. Tutti gli altri edifici vennero ricostruiti.
Questo fu il periodo di maggior produttività: vi erano tre altiforni e cinque ferriere-raffinerie: San Bruno, San Carlo, san Ferdinando, San Francesco, Santa Teresa
Successivamente vennero realizzate il Cubilotto, la Real Principe e poi ancora la Robinson.

### Regno d'Italia

#### Dittatura Garibaldina, plebiscito e sommosse

Stemma della direzione di Mongiana durante il Regno d'Italia

I ruderi del polo siderurgico di Mongiana in una foto di inizio XX secolo (Foto della società ARS ITALIAE, fornita dalla Direzione delle acciaierie di Terni)

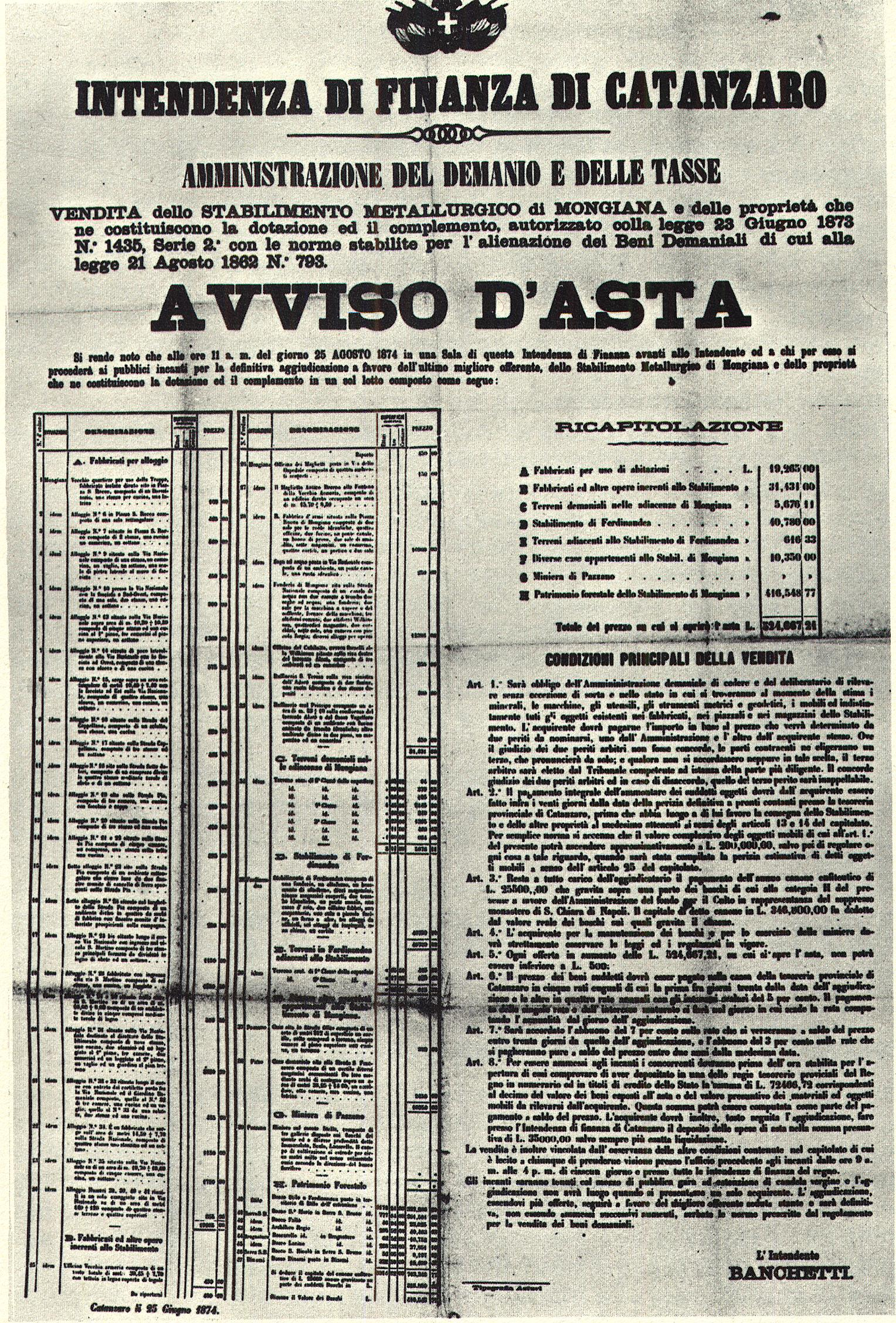
Asta di vendita dello stabilimento metallurgico di Mongiana nel 1874

Nel 1860 i garibaldini sbarcano in Calabria, una colonna comandata da Antonio Garcea (originario di San Nicola da Crissa) viene mandata a Mongiana con l'ordine di requisire lo stabilimento. Tra i soldati vi è anche Achille Fazzari (che negli anni successivi si impossesserà dell'area). Al comando dello stabilimento vi era il maggiore De Bono con 25 artiglieri, altri 35 erano divisi tra Pazzano e Ferdinandea mentre gli altri 90 che aveva a disposizione erano già stati mandati sulle coste.
Il comandante Garcea al direttore dello stabilimento manda un ultimatum a cui dovrà rispondere entro due ore dichiarando di essere con una forza di 1370 uomini e di chiedere 4 condizioni:
1. La consegna delle armi
2. Il rispetto degli ufficiali e di tutto ciò che gli appartiene
3. Ogni soldato dichiarerà se vorrà far parte dell'Armata Nazionale o se ritornarsene a casa
4. Il direttore, tutti gli ufficiali e gli impiegati potranno decidere se restare o ritirarsi presso la Truppa Regia di Napoli

De Bono accettò.
Dopo 3 giorni che i garibaldini rimasero nello stabilimento arriva il colonnello Massimino a prenderne possesso.
Il colonnello però non avendo forze militari con sè non potrà sventare i diversi incendi dolosi che furono causati e i furti di carbone.
Riuscirà a ripristinare la calma quando formò la Guardia Nazionale locale composta da 118 persone e pagando le maestranze con i soldi dell'Erario di Napoli e delle banche.
Lo stabilimento però è in debito di 50.000 ducati che per ora non può risanare.
Intanto nei boschi emergono due bande: la prima formata da civili con a capo un ex fuochista di Mongiana, la seconda da ex soldati del Regno delle Due Sicilie. Massimino per fermarle dovette richiedere anche l'intervento della Guardia nazionale di Serra San Bruno.
Durante il plebiscito del 21 ottobre la provincia di Catanzaro risulto favorevole all'annessone con 615 voti contrari di cui oltre 1/3 provenienti da Mongiana (220 voti contrari) e Fabrizia.
Il 30 dicembre  mentre Massimino si trovava a Pizzo scoppia una sommossa degli operai a Mongiana a causa di una voce fasulla su Francesco II che pareva si fosse reinsediato sul trono del regno delle Due Sicilie; questa sommossa fu alimentata anche dai preti e dai reazionari. 
massimino tornato a Mongiana cerca un dialogo, e la folla poi si placherà alla notizia dell'arrivo della Guardia Nazionale di Serra San Bruno e di Arena.

#### 1861
A febbraio del 1861 Massimino verrà destituito ma non a causa della gestione dei moti, tutto era già stato deciso prima dal direttore della Guerra a Napoli, il Generale Cugia, da come si evince da una lettera di lamentela rivolta da Massimino a questi.
Temporaneamente al suo posto andò il Maggiore Salvatore Carrelli che fino ad allora era addetto alle miniere di Pazzano.
Nell'aprile 1861 viene nominato nuovo direttore Crescenzo Montagna, ex capitano ai Lavori.
Quest'ultimo indicò come vera causa dei moti "pane e non altro che pane".
Ancora ad agosto vi erano moti reazionari tra i boschi e nel frattempo che richiese al governo dei rinforzi per la Guardia Nazionale fu aiutato dalla costituzione di "guardie mobili" composte da falegnami e coloni che andarò a trovare gli ultimi dissidenti.
Chiese quindi poi aiuto al governatore di Reggio per eradicare gli ultimi briganti che ancora impervesavano a Pazzano.
Nel 1861 la produzione scende a meno 1100 tonnellate di ghisa.
Il calo potrebbe essere imputabile al fatto che il neo-governo italiano abbia tolto i dazi sull'importazione e all'aver eliminato le dogane favorendo così il prodotto straniero o anche a questi incresciosi eventi di sommossa.
Sempre nel 1861 l'acciaio prodotto a Mongiana riceve un premio Esposizione industriale di Firenze, e l'anno successivo  all'Esposizione internazionale di Londra venne premiata per la buona lavorazione delle lame delle spade..

#### 1862-1873 - La chiusura
Nel 1862 la gestione dello stabilimento passa dal Ministero della Guerra al Ministero delle Finanze in quanto il primo riteneva la gestione un peso per l'artiglieria stessa.
Il 23 aprile 1863 Montagna cede l'incarico e il ruolo di direttore demaniale di Mongiana passa nuovamente al colonnello Massimino. Il ministero però gli rende palese che la sua intenzione è di cedere il bene ai privati affinché si possa dargli una più rosea aspettativa.
Nel 1863 vengono prodotte 450 tonnellate di ghisa.

L'11 ottobre 1864 Massimino lascia nuovamente l'incarico cedendolo all'ingegner Domenico Fortunato Savino che fu a sua volta sostituito nel febbraio 1865 da Enrico Graban.
Il 20 agosto 1865 l'ingegnere Giulio Axerio succede ad Enrico Graban.
Nel 1867 diventa direttore Francesco Grosso.
Nel 1868-1869 nasce la Società Operaia di Mutuo Soccorso per l'assistenza agli operai degli stabilimenti di Mongiana, dopo qualche anno venne sciolta per mancanza di iscrizioni.
Il 18 agosto 1872 furono vendute alla società mettallurgica Perseveranza di Piombino 300.000 kg di ghisa in pani e 100.000 kg di ghisa in rottami con un pagamento di 25.600 Lire.
A febbraio 1873 vi erano solo 6 operai negli stabilimenti che venivano pagati quotidianamente.

#### 1874 - La vendita all'asta e la gestione privata
Il 25 maggio 1874 il governo italiano vende tutti gli stabilimenti siderurgici del polo e i boschi del circondario ad un'asta vinta dall'ex garibaldino e poi parlamentare del nuovo regno Achille Fazzari.
Egli tentò di riattivare il centro chiuso. Nel 1875 l'ingegner Dainelli approva l'idea e nel 1881 riprendono i lavori nelle esistenti miniere di Scolo, San Ferdinando e M. Cristina. Si aprono inoltre le nuove miniere Umberto I, Regina Margherita, Calcare, Garibaldi e altre ancora.
Secondo l'ingegnere Marhun direttore degli stabilimenti di Krupp si sarebbe potuto estrarre 50 tonnellate di minerale l'anno dalle miniere di Pazzano.
Fazzari alla fine abbandonò i beni di Mongiana, anche per l'assenza di aiuti da parte del governo.
Si dedicò tuttavia alla zona della Ferdinandea, dove vi era la produzione di acqua minerale, una piccola centrale idroelettrica, e segherie.
Per 40 anni la Ferdinandea diventa un importante centro economico calabrese.
A Ferdinandea fu ospite anche Matilde Serao.
Ufficialmente il polo siderurgico fu chiuso a causa delle nuove teorie industriali dell'epoca che ritenevano ormai sorpassati gli impianti siderurgici in zone di montagna e non vicino al mare, con fonti energetiche derivanti da salti idrici e da carbone vegetale.

#### La ferrovia e le teleferica
Sempre nel 1875 si realizza una ferrovia e una teleferica per il trasporto dei materiali da Ferdinandea al mare.
La ferrovia, in due tratte, partiva dalla località Cerasella, passava per Ferdinandea e arrivava nella frazione di Caulonia a Ziia. La seconda si trovava a Bordingiano, frazione di Stilo, con un ponte in ferro (attuale Ponte Miscinà) si attraversava lo Stilaro e si arrivava a Monasterace Marina, dove vi era un molo realizzato dal Fazzari. La prima tratta era di 20 km la seconda di 10 km.
A collegare le due tratte si usavano dei carri e dalla località Baracche (in dialetto calabrese Chjani dei Baracchi) a Bivongi in Località Stazione vi era una teleferica lunga 7 km. Per il trasporto del materiale su strada ferrata si usavano 2 locomotive Decauville.

## Direttori
- Giovan Francesco Conty (1771-1790)[2]
- Massimiliano Conty (1791-1799)[2]
- Vincenzo Squillace (1799-1807)[2]
- Capitano Vincenzo Ritucci (1808-1811)[2]
- Capitano Michele Carrascosa (1811-1814)[2]
- Tenente Colonnello Nicola Landi (1814-1820)[2]
- Tenente Colonnello Giuseppe Mori (1820-1838)[2]
- Tenente Colonnello Raffaele Niola (1839-1840)[2]
- Tenente Colonnello Pellegrino (1840-1850)[2]
- Tenente Colonnello Pietro Tonson Latour (1850-1852)[2]
- Tenente Colonnello Ferdinando Pacifici (1852-1859)[2]
- Maggiore Giuseppe Del Bono (1860-1861)
- Colonnello Alessandro Massimino (1861-1861)
- Capitano Crescenzo Montagna (1862-1870)

## Vicedirettori
- Pietro d'Arsa (? -  1821)[2]
- Emanuele Merati(1821 - 1822)[2]
- Carlo Ros (1822 - 1828)[2]
- Emanuele Sicari (1828 - ?)[2]

## Musica
A novembre 2024 Eugenio Bennato pubblica la canzone ed il video musicale Mongiana raccontando il passato siderurgico delle Reali ferriere ed Officine di Mongiana.